# 忿
忿（ふん）（梵: krodha、クローダ）は、仏教が教える煩悩のひとつ。
瞋に付随して起こる。
怒り。いきどおり。自分の気に入らぬことに激怒して、杖で人を打とうとするぐらい激しい感情になる心をさす。
この心は粗暴な言動を生み出す。
説一切有部の五位七十五法のうち、小煩悩地法の一つ。唯識派の『大乗百法明門論』によれば、随煩悩位に分類され、そのうち小随煩悩である。